# Dwarka
|  | Per a altres significats, vegeu «Dwarka (desambiguació)». |

Dwarka, Dvarka, Dwaraka o Dvaraka ( gujarati દ્વારકા (?·pàg.)), és una ciutat i municipi del districte de Devbhoomi Dwarka al Gujarat, a la vora del riu Gomti on desaigua al golf de Kutch. És considerada una de les set ciutats més antigues de l'Índia i residència de Krishna; la ciutat mitològica hauria estat submergida al mar sis vegades i l'actual seria la sèptima ciutat. La seva població era de 33.614 habitants el 2001. És una ciutat santa de la religió hindú i una de les quatre dhams (les altres són Badrinath, Puri i Rameshwaram).

## Temples i edificis religiosos
La ciutat inclou diversos temples destacant els de Dwarakadhish, el Sri Dwaraknath Mahatyam, el de Rukmini Devi i el de Nageshwar (no gaire lluny); també són de destacar les capelles de Vasudeva, Devaki, Balarama and Revati, Subhadra, Rukmini Devi, Jambavati Devi i Satyabhama Devi.

## Regne de Dwarka
Dwarka és esmentada al Mahabharata, el Harivansha, el Bhagavata Purana, el Skanda Purana, i el Vishnu Purana. La ciutat hauria estat submergida a la mar. Les excavacions arqueològiques revelen restes d'una ciutat de fa 4000 anys que s'estén quasi un km en el mar.

## Història
Al-Birunu l'esmenta com Baruwi. La ciutat fou un niu de pirates. Fou saquejada pel sultà de Gujarat el 1473 en revenja per un atac pirata contra el negociant i savi Mawlana Mahmud al-Samarkandi. La ciutat fou arrasada, però es va reconstruir. Torna a parèixer sota el sultà Muzaffar III que era perseguit per tropes imperials i es va refugiar en aquesta ciutat el 1592/1593. Fou refugi de pirates fins al segle XIX quan es va establir l'autoritat britànica. Formà part del principat de Baroda, taluka d'Okhamandal, pranth d'Amreli, i el 1901 tenia 7.535 habitants. El seu port era Rupan a 1 o 2 km al nord de la ciutat. Fou seu del Batalló de Baroda, que tenia per missió controlar als vaghers, i quan aquestes tribus es van revoltar el 1859, la ciutat fou assaltada pels britànics i després s'hi va establir un oficial polític a les ordes del resident de Baroda. A la part final del segle XIX es va formar la municipalitat.

## Llocs interessants
- Temple de Nageshwar dedicat a Xiva
- Shri Swaminarayan
- Rukmini Hrid
- Brahma kund
- Dwaraka pīţha
- Bet Dwarka, una petita illa propera
- Temple de Somnath dedicat a Xiva.